# Alvignano
Alvignano är en ort och kommun i provinsen Caserta i regionen Kampanien i Italien. Kommunen hade 4 742 invånare (2017).